# بلچپسین
بلچپسین (به لاتین: Blechepsin) یک منطقهٔ مسکونی در روسیه است که در شهرستان کوشخابلسکی واقع شده‌است. بلچپسین ۳٬۰۸۴ نفر جمعیت دارد.